# Aline Champion
Aline Champion (* 31. Juli 1971 in Genf) ist eine Schweizer Violinistin und Coach für Musiker.

## Ausbildung und Karriere

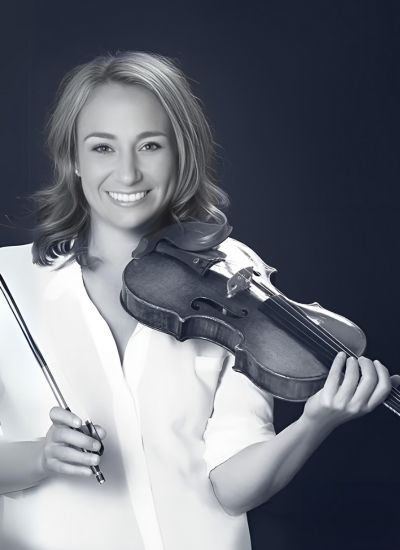
Aline Champion Violinistin und Coach für Musiker

1976, im Alter von fünf Jahren, begann Aline Champion Violine zu spielen. 1983 wurde sie mit zwölf Jahren als bis heute jüngste Studentin an die Haute École de Musique de Genève (HEM) aufgenommen. Im selben Jahr gab sie ihr Solistendebüt in der Victoria Hall, was den Beginn ihrer Karriere einleitete.
Sie studierte unter anderem bei Tibor Varga, Philip Hirschhorn und Viktor Libermann an der Musikhochschule in Utrecht (Niederlande). Dort erhielt sie 1994 ihr Solistendiplom mit Auszeichnung. Wichtige Impulse erhielt sie von Yehudi Menuhin, Sándor Végh, Nathan Milstein und Itzhak Perlman.
Ab 1998 war Aline Champion parallel zu ihrer Solokarriere als Konzertmeisterin des WDR-Sinfonieorchesters in Köln tätig. Seit 2000 ist sie als erste Geigerin im Orchester der Berliner Philharmoniker engagiert.
Sie trat als Solistin und Kammermusikerin in der Royal Albert Hall in London auf. Außerdem war sie in der Tonhalle Zürich und dem KKL Luzern zu hören. Sie nahm auch an Festivals teil, darunter das Lucerne Festival, das Mostly Haydn Festival und das Osterfestival in Baden-Baden.
Während ihrer Karriere spielte sie mit renommierten Künstlern wie Murray Perahia, Tibor Varga, Katia und Marielle Labèque zusammen. Außerdem trat sie mit Emmanuel Pahud, Marie-Pierre Langlamet, Christian Poltéra, Baiba Skride und Lauma Skride auf. Sie arbeitete auch mit Wolfram Christ und Peter Ustinov zusammen.

## Dozentin, Professorin und Coach für Musiker
Seit 1998 gibt Aline Champion regelmäßig internationale Meisterkurse und widmet sich dem musikalischen Nachwuchs. 2007 ernannte sie das Konservatorium für Musik in Shanghai zur Professorin honoris causa (Ehrenprofessur). 2011 berief die University of Canterbury in Christchurch, Neuseeland, sie zur Professorin für Violine. Seit 2018 unterrichtet sie als Professorin für Violine und Coach an der Haute École de Musique de Genève (HEM).
Seit 2017 leitet Aline Champion eigene Workshops und Seminare im Bereich Performance-Coaching. 2022 war sie als Coach beim Fiskars Summer Festival tätig. Dort arbeitete sie unter der Leitung des Dirigenten Jukka-Pekka Saraste. Im selben Jahr wirkte sie beim internationalen LEAD!-Orchesterprojekt an der Universität der Künste Helsinki (Uniarts Helsinki) mit.
In ihren Coachings wendet sie die von ihr entwickelte ChampionShift-Methode an, die speziell auf Musiker zugeschnitten ist. In dieser Methode kombiniert Aline Champion ihre 40-jährige Bühnenerfahrung mit psychologischem Fachwissen. Sie integriert Techniken aus dem Performance-Coaching, dem Business-Coaching, den Neurowissenschaften und der Persönlichkeitsentwicklung. Ihre enge Zusammenarbeit mit dem Sport- und Olympiacoach Jean-Pierre Egger hat sie dabei besonders inspiriert.

## Villars Music Academy: Direktorin und Dozentin
2022 gründete Aline Champion die Villars Music Academy, die von der Villars Institute Foundation unterstützt wird. Die Akademie verfolgt ein innovatives systemisches Unterrichtskonzept, das wesentliche Aspekte der Musikerbildung integriert. Neben Meisterkursen mit Künstlern wie Gary Hoffman, Antoine Tamestit, Alban Gerhardt, Tabea Zimmermann, Kolja Blacher sowie Mitgliedern der Berliner Philharmoniker bietet die Akademie auch interdisziplinäre Kurse an. Diese Kurse fördern die künstlerische Entwicklung besonderer Talente.

## Ehrungen
- 1989: Ehrenbürgerin von Plan-les-Ouates (Genf, Schweiz)
- 2007: Ehrenprofessorin am Conservatory of Music (Shanghai, China)
- 2011: Berufene Professorin an der University of Canterbury (Christchurch, Neuseeland)